# Histoire d'une Grecque moderne
L’Histoire d’une Grecque moderne est un roman français de l’abbé Prévost, paru à Amsterdam chez François Desbordes en 1740.

## L’histoire
Le narrateur de l’Histoire d’une Grecque moderne est un ancien ambassadeur de France à Constantinople qui, après avoir réussi à entrer dans le harem du bacha Chériber, remarque, parmi ses vingt-deux femmes, une jeune Grecque du nom de Zara, nom qu’on apprendra plus tard quand elle changera son identité pour Théophé quand elle sera sortie du sérail, qui le supplie de la délivrer. Ému par son sort, il s’arrange pour acheter sa liberté, mais il ne tarde pas à être attiré par elle et cherche à en faire sa maîtresse. Devant son refus, il est d'abord dépité, mais en conçoit davantage d'estime pour elle, et devient profondément amoureux. Ne pouvant se contenter des sentiments de reconnaissance et d'amour filial que lui voue Théophé, l’ambassadeur s’enfonce inexorablement dans une jalousie d’autant plus douloureuse qu’il ne sait pas si le refus de l’ancienne courtisane de céder à ses avances émane réellement de son désir de s’amender de son passé et s’il ne serait pas plutôt motivé par une autre relation amoureuse qu’elle lui dissimulerait.

## Incipit
« Ne me rendrai-je point suspect par l’aveu qui va faire mon exorde ? Je suis l’amant de la belle Grecque dont j’entreprends l’histoire. Qui me croira sincère dans le récit de mes plaisirs ou de mes peines ? Qui ne se défiera point de mes descriptions et de mes éloges ? Une passion violente ne fera-t-elle point changer de nature à tout ce qui va passer par mes yeux ou par mes mains ? En un mot, quelle fidélité attendra-t-on d’une plume conduite par l’amour ? Voilà les raisons qui doivent tenir un lecteur en garde. »

## Analyse
Ce roman a eu du succès à sa parution. Il semble que l’histoire de Charlotte Aïssé, fille d’un chef circassien amenée à Paris par le comte de Ferriol, ambassadeur de France à Constantinople, avait donné à l’abbé Prévost l’idée de son roman. Mais l'auteur ne s'est qu'inspiré de cette histoire : Charlotte Aïssé était âgée de quatre ans lorsque le comte de Ferriol rachète la petite esclave, alors que Théophé en a quinze ou seize ; Ferriol (dont on ne sait pas précisément quelles ont été ses relations avec sa pupille devenue adulte) est décrit comme un vieillard débauché, alors que le narrateur du roman témoigne d'une conduite plus délicate.
Comme dans Manon Lescaut, Prévost fait de la narration à la première personne l’un des agents inhérents à la substance dramatique. Les deux romans sont des drames de la non-communication dans la mesure où les motivations intérieures de l’être aimé demeurent à jamais impénétrables, tant au chevalier Des Grieux de Manon Lescaut qu’à l’ambassadeur de l’Histoire d’une Grecque moderne. 

### Éditions
- Texte original : Amsterdam, Laborde, 1740 (sur Gallica)
- Texte modernisé : Paris, Flammarion, 1899 (sur Wikisource)

### Notes et références

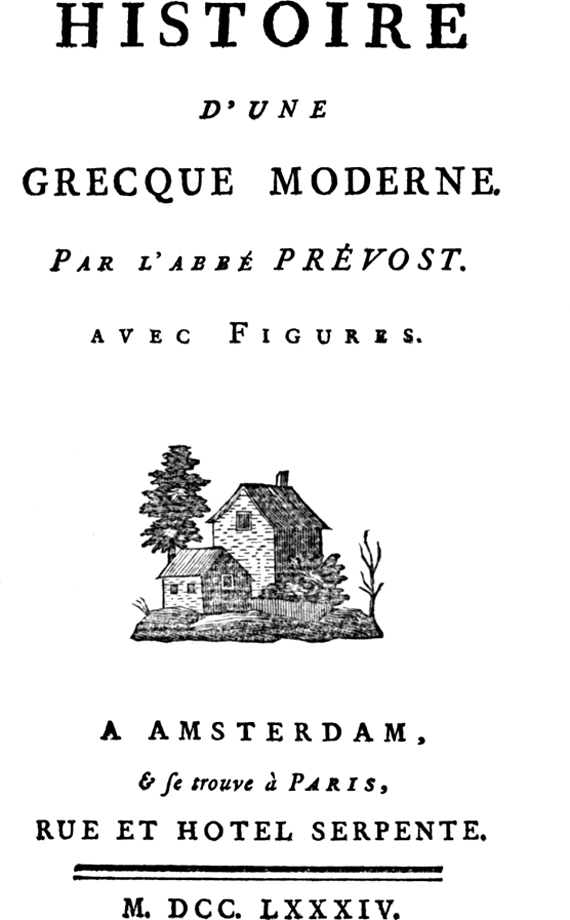
Édition de 1784.